# 王子製紙森林博物館
1. 王子製紙森林博物館外観
2. 王子製紙森林博物館内のシラカバ並木

王子製紙森林博物館（おうじせいししんりんはくぶつかん）は、北海道夕張郡栗山町湯地に存在した博物館。王子製紙所有施設で、前身は日本初となる樹木育種改良の専門研究機関「林木育種研究所」だった。2000年（平成12年）7月の組織改革に伴い現在の名称に変わり、保存林を憩いの森「王子の森」として一般開放していたが、2010年（平成22年）3月に閉館した。
2023年（令和5年）時点では敷地内の建物も解体撤去され、一般人の立ち入りは出来ない。27ヘクタールを超える施設内には、研究用に育てられた北緯42度から50度に生育する樹木約1万3000本・200種類が植え込まれていた。

## 沿革

### 研究所設立
林木育種研究所は、1954年（昭和29年）9月の洞爺丸台風の被害で道内の森林が壊滅的な打撃を受けたことから、早く大きく成長する木をつくることを目的として、1956年（昭和31年）3月に発足した。王子製紙社賓の藤原銀次郎は、87歳の高齢ではあったが、北海道内の社有林を視察した際、「北海道にある10万ヘクタールの社有林に植林し、山を緑によみがえらせる。30年後、その木で王子製紙苫小牧工場の原料を自給自足する」という目標を掲げた。社長の中島慶次に託し、積雪量や気温の推移がほぼ北海道の平均に近い栗山に研究所を設立する計画を発表した。
設立当初は、育種・育林・土壌の3部門、所員4人でスタート。育林科の担当者によれば、当時、研究所では苗圃（びょうほ）の設営、試験林の設定のほか、道内に点在する社有林と100団地10万ヘクタールの天然林の調査を行っていたという。
1961年（昭和36年）5月26日に昭和天皇・皇后が同研究所を視察。1963年（昭和38年）3月に毎日工業技術奨励賞を受賞した。
同研究所では、道内に自生するドロノキ（ポプラ）の改良に着手。20年かけて4年間で4メートル成長する新品種「北海ポプラ」の開発に成功し、農林水産省のバイオマス（量的生物資源）早期生産樹種に取り上げられ、1989年（平成元年）には広葉樹として初めて品種登録された。
また、ヤナギの栽培技術や優良クローン品種の選抜に関して数多くの成果を報告しており、道内でのヤナギバイオマスの生産研究における先駆的存在でもあった。

### 施設公開
1995年（平成7年）には栗山町の要望もあり、施設内を散策できる森として6月14日に開放。「王子の森」と名付け、フィールドミュージアムとして実験林を生きた標本として活用するため、北方圏の樹木を展示した標本館や、長さ300メートルのシラカバ並木、アメリカやドイツの樹木を植えた森のほか、野生の草花を植えた植物園も併設。通路の幅を車いすが通行できるように改良し、障がい者用トイレも設置した。
2000年（平成12年）7月、組織改革に伴い「王子製紙森林博物館」に改称。新品種開発のためのバイオ研究などは三重県亀山市の研究室へ移行し、品種改良しているパルプの原木約1,000種類は引き続き栗山の研究室で管理し、遺伝子の保存に努めるとした。
2004年（平成16年）公開の映画「雨鱒（あめます）の川」のロケ地となった。
2010年（平成22年）に閉館し、研究部門を三重県亀山市の施設に集約した。閉館理由は王子製紙の方針によるもので「森林博物館での国産材研究や市民向けの情報発信活動は一定の役目を終えた」としている。

## 施設現況
| 内容           | 内容         | 面積（ha） | 内容         | 内容         | 面積（ha） |
| -------------- | ------------ | ---------- | ------------ | ------------ | ---------- |
| 実験苗畑       | 実験苗畑     | 1.68       | 検定林       | ドロノキ     | 1.29       |
| 育種樹林園     | 育種樹林園   | 1.47       | 検定林       | ヤナギ       | 1.76       |
| クローン保存地 | 精英樹       | 3.38       | 検定林       | ヤマナラシ   | 0.67       |
| クローン保存地 | 特殊個体     | 2.28       | 検定林       | カバ         | 0.78       |
| クローン保存地 | ポプラ類     | 1.82       | 検定林       | カラマツ     | 2.29       |
| クローン保存地 | 計           | 7.93       | 検定林       | 計           | 6.79       |
| 実験用採取園   | 実験用採取園 | 3.26       | 建物敷地     | 建物敷地     | 1.88       |
| 防風林         | 防風林       | 0.38       | 道路・その他 | 道路・その他 | 3.78       |
| 合計面積       | 合計面積     | 合計面積   | 合計面積     | 合計面積     | 27.17      |

## 開発した主な品種
1989年（平成元年）には広葉樹として初めて品種登録された「北海ポプラ」をはじめ、優秀な樹木の遺伝子の保存や、北海道と同緯度の海外木との交雑試験が数多く行われ、誕生したポプラ7種が新品種登録されている。

| 名称            | 種類     | 出願公表年月日 | 品種登録番号 | 品種登録年月日 | 品種登録者       | 品種育成者         | 登録品種の育成の経過の概要 |
| --------------- | -------- | -------------- | ------------ | -------------- | ---------------- | ------------------ | --- |
| 北海ぽぷらM1011 | ドロノキ | 1986年03月24日 | 第1905号     | 1989年03月27日 | 王子製紙株式会社 | 千葉茂 、永田義明  | 北海道内の自然林から選抜したプラス木を交配して育成された。幹が通直で生長が速く、ベニヤ、経木及びパルプ材の生産に適する山地造林用品種。 |
| 北海ぽぷらM1012 | ドロノキ | 1986年03月24日 | 第1906号     | 1989年03月27日 | 王子製紙株式会社 | 千葉茂 、永田義明  | 同上。幹が通直で生長が速く、ベニヤ、経木及びパルプ材の生産に適する山地造林用及び緑化用品種。 |
| 北海ぽぷらM1017 | ドロノキ | 1986年03月24日 | 第1907号     | 1989年03月27日 | 王子製紙株式会社 | 千葉茂 、永田義明  | 同上。幹が通直で生長が速く、ベニヤ、経木及びパルプ材の生産に適する山地造林用品種。 |
| 北海ほーぷ19号  | ドロノキ | 1999年3月18日  | 第8722号     | 2001年2月9日   | 王子製紙株式会社 | 永田義明、戸巻邦男 | 昭和61年に北海道夕張郡栗山町において、北海道内の自然林から選抜した「ドロノキＭ104」にアメリカクロポプラ混合花粉を交配。1994年(平成6年)にその特性が安定していることを確認して育成完了したもの。出願時の名称は「北海ぽぷらMD1019」。                                 |
| 北海ほーぷ20号  | ドロノキ | 1999年3月18日  | 第8723号     | 2001年2月9日   | 王子製紙株式会社 | 永田義明、戸巻邦男 | 同上。出願時の名称は「北海ぽぷらMD10120」。 |
| 北海ほーぷ32号  | ドロノキ | 1999年3月18日  | 第8724号     | 2001年2月9日   | 王子製紙株式会社 | 永田義明、戸巻邦男 | 昭和46年に北海道夕張郡栗山町において、北海道内の自然林から選抜した野生種同士を交配し、その実生の中から選抜、以後、増殖を行いながら特性の調査を継続し、1994年(平成5年)にその特性が安定していることを確認して育成を完了したもの。出願時の名称は「北海ぽぷらM1032」。 |
| 北海ほーぷ75号  | ドロノキ | 1999年3月18日  | 第8725号     | 2001年2月9日   | 王子製紙株式会社 | 永田義明、戸巻邦男 | 同上、出願時の名称は「北海ぽぷらM1075」。 |
| 北海ほーぷ79号  | ドロノキ | 1999年3月18日  | 第8726号     | 2001年2月9日   | 王子製紙株式会社 | 永田義明、戸巻邦男 | 同上、出願時の名称は「北海ぽぷらM1079」。 |

## 閉館後の動き
2023年（令和5年）に、栗山町が現有地の用地取得を計画。滞在型の森林ワーケーション施設の新築、アスレチックコースを設けた森林公園やキャンプ場などの設置のほか、森林整備体験ゾーンの設置を想定しており、構想策定を目指すとしている。
なお、栗山町第7次総合計画にも、新規の重点プロジェクトとして森林空間の新たな活用を明示しており、体験プログラムの開発や森林ワーケーション施設の調査設計や施工を盛り込んでいる。